# Brachyzapfes elliptica
Brachyzapfes elliptica är en kräftdjursart. Brachyzapfes elliptica ingår i släktet Brachyzapfes och familjen Zapfellidae.

## Underarter
Arten delas in i följande underarter:
- B. e. elliptica
- B. e. gigantea